# 篠沢秀夫
篠沢 秀夫（しのざわ ひでお、1933年6月6日 - 2017年10月26日）は、日本のフランス文学者である。学習院大学名誉教授。東京都中央区銀座出身。

## 経歴

### 学歴
- 終戦後の1946年に、東京都立第一中学校に入学した。在学中に学制改革が為される。同級生の佐藤純彌、湘南中学から転校してきた江藤淳らと親しくしていた[1][3]。
- 1948年 - アテネ・フランセでフランス語を学ぶ。
- 1953年3月 - 東京都立日比谷高等学校卒業
- 1957年3月 - 学習院大学文学部フランス文学科卒業
- 1959年3月 - 東京大学大学院人文科学研究科仏語仏文学専門課程修士課程修了。フランス政府給費留学生試験に合格しフランス・パリ大学へ留学（1959年 - 1961年）。

### 職歴・受章
- 1962年9月 - 学習院大学文学部非常勤講師
- 1963年4月 - 明治大学法学部専任講師
- 1966年 - 明治大学法学部助教授
- 1971年 - 明治大学法学部教授
- 1973年4月 - 学習院大学文学部フランス文学科教授
- 2004年3月 - 学習院大学を定年退職
- 2004年6月 - 学習院大学名誉教授
- 2013年4月 - 瑞宝中綬章叙勲[4]
- 2017年10月26日 - 肺炎で死去。享年84歳。

## 人物
最初の妻はフランス留学中の1962年に自動車事故を起こして失った。その後、学習院大学で篠沢の補佐だった礼子と1965年に再婚した。最初の妻との間に生まれた長男は、1975年に部活動の合宿中、海で溺死した。
保守論客の一人だった。2004年8月より日本文化チャンネル桜（スカイパーフェクTV!767ch）の番組「桜塾講座－篠沢講座」では講師としてレギュラー出演し、「仏文化と日本文化」の共通性等について解説した。
血液型はAB型で、趣味は乗馬。秋篠宮文仁親王とは馬術仲間であった。軽井沢に別荘を所有し、病気発症後も通うなど、好んで訪れていた場所であった。また、映画「南京の真実」の賛同者でもある。
2006年6月に「新しい歴史教科書をつくる会」から八木秀次が袂を分って設立した「日本教育再生機構」に参加。発起人。2007年に、アメリカ合衆国下院121号決議がなされたとき、「慰安婦問題などなく、売春組織と売春婦が存在しただけ」という日本文化チャンネル桜主導の抗議書の賛同者として名前を連ねた。一時期黒須英治を総督とする日本平和神軍に幹部として在籍した。三島由紀夫を追悼する憂国忌の発起人になっている。
大学生時代から俳優の児玉清と親交が深く、役者を志望したこともあったが、児玉に比べて見劣りブロマイドが売れずに役者にはなれないと思い、学者になった。
名前の表記については、苗字のうち「沢」を旧字体にして「篠澤 秀夫」とするケースもある。篠沢自身の一部の著書や葬儀の立て看板は篠澤秀夫名義で表記された。

## クイズダービー
「クイズダービー」は、4か月で降板した和久峻三を後継して1977年10月8日（第92回）から1988年7月30日（第651回）までの11年間、4代目1枠レギュラーの解答者として活躍し、番組内で「教授」と称されて広く親しまれた。正答率は3割2分7厘（平均正答数約2.6問）であった。珍回答も多く、三択問題以外の自分で回答を考える問題では大きく外した解答を自信満々に笑顔で説明し、司会の大橋巨泉にからかわれても「愉快ですね」と笑い飛ばして「3割程度の正解率が上品」と語った。
オッズは常に高めに設定（2枠回答者の次）され、持ち点が少なくなった出場者が篠沢に賭けたり、賭けて失敗する事例も多かった。これを象徴する番組内の名文句として「篠沢教授に全部！」が知られている。篠沢のみ不正解でその他4人が正解の例も多いが、「中国の皇帝が銀の食器を好んで用いたのは?」の問に「毒の砒素を見破るため」と書いて正解した逆もあった。
「クイズダービー」出演の話を引き受けた理由として、出演開始2年前の1975年に海難事故で長男を亡くし、当時悶々とした日々を過ごしていたことで、気分転換したかった。また、自分はクイズが出来ないが、それでもいいということを見せたくて出演したという考えもあったというと語った。
1986年のアニメ映画「扉を開けて」で大学教授の声務めた。

## 病気と闘病生活
1992年に大腸癌を患い手術入院するも良好に回復して経過もよく、仕事も続けていた。2008年ごろからろれつが回らず、2009年に、1月の検査入院で筋萎縮性側索硬化症 (ALS) と診断されて2月から闘病中であることを週刊朝日2010年1月15日号で告白した。4月以降は気管切開で呼吸器による呼吸補助を要して夜間の介護が必要となり、家族の負担が増したことから、2010年1月に夫人が介護保険以外に障害者自立支援法で定められたサービスを自宅がある新宿区役所に申請したところ、65歳以上であることを理由に却下された。
新宿区の対応は「65歳以上は、障害給付の新規は受け付けない」とする内規に基づいており、この内規は障害給付の対象を限定する目的で2009年10月から設定・運用されていたが、障害者自立支援法の趣旨に反するものだった。新宿区は内規を廃止し、担当職員の対応も不適切だったとして、当時の中山弘子区長が篠沢に謝罪した。
2011年6月から再開した講演活動では、日本文化チャンネル桜「桜塾講座－篠沢講座」 から抽出した約15分の音声から音声素片を採取し、音声合成装置自分の声ソフトウェアPOLLUXSTARを用いて再現した篠沢の音声を用いた。
2015年ごろからALSの症状が進行して意思表示は不能となったが、問いかけに瞬きや表情の変化で応じた。
2016年8月ごろからALSの影響による肺炎で入退院を繰り返し、2017年6月に4度目の入院となり、一時は回復の兆候がみられたが10月に入り容態が急変して腎機能にも障害が現れた。
2017年10月26日午前1時49分に、東京都文京区の東京大学医学部附属病院で死去した。84歳没。かつて「クイズダービー」で、篠沢の隣席に座っていた6代目2枠レギュラー解答者の宮崎美子と7代目2枠レギュラーの斉藤慶子が追悼のコメントを表し、3代目4枠レギュラーの竹下景子、5代目2枠レギュラーの長山藍子、京都大学の山中伸弥教授らは、それぞれ篠沢の葬儀に参列して弔辞を読んだ。

## 共著
- 『ランボーによるエチュード』ソランジュ・ナイトー共著、朝日出版社、1973年4月
- 『フランス成句の宝庫 成句に見るフランス文明』ティエリ・マレ共著、総合法令出版、2001年10月
- 『フランス語の常識 日常表現は文化の鏡』ティエリー・マレ共著、白水社、2003年5月

## 翻訳
- 『神のあわれみ』 ジャン・コー　白水社、1964
- 『性関係の歴史』アンドレ・モラリーダニノス 白水社・文庫クセジュ、1966年、のち新版
- 『愛の妖精』ジョルジュ・サンド、旺文社文庫、1966年、新版1990年。中公文庫、2005年
- 『女中たち』　ジャン・ジュネ　今日のフランス演劇　白水社、1966年
- 『モリソンにバラを』 クリスチアヌ・ロシュフォール　白水社、1967年
- 『神話作用』ロラン・バルト、現代思潮社、1967年
- 『ベケットー神の名誉』ジャン・アヌイ 今日のフランス演劇　白水社、1967年
- 『ごあいさつ・新しい下宿人・絵　イヨネスコ戯曲全集 第1-2』白水社、1969年
- 『ことばの小形而上学』ブリス・パラン みすず書房、1973年
- 『至高者』モーリス・ブランショ、現代思潮社、1973年　※篠澤秀夫名義
- 『ランボーによるエチュード』ソランジュ・ナイトー共著 朝日出版社、1973年
- 『ロラン・バルト』G.ド・マラク、 M.エバーバック、青土社、1974年
- 『バシュラールの思想』ピエール・キエ、大修館書店、1976年
- 『王子オレッグ故郷に帰る』ジャンークロード・ブリスビル、集英社、1982年
- 『問題親をもつ子どもの本』フランソワーズ・ドルトー、ジャンヌ・ヴァンデンブルック、万代敬三共訳、白水社、1984年
- 『地獄での一季節』アルチュール・ランボー訳・注解・本文校訂、大修館書店、1989年 ISBN 4469250384
- 『精霊の息吹く丘』モーリス・バレス、中央公論新社、2007年
- 『謎のトマ』ブランショ　中央公論新社、2012年

## テレビ出演
- 「ルックルックこんにちは」（日本テレビ）
- 「午後は○○おもいッきりテレビ」（日本テレビ）
- 「THE・サンデー」（日本テレビ）
- 「ダウンタウンのガキの使いやあらへんで!!」（日本テレビ）
- 「クイズダービー」（TBS）
- 「クイズまるごと大集合」（TBS）
- 「三枝の愛ラブ!爆笑クリニック」（関西テレビ）
- 「おはよう!ナイスデイ」（フジテレビ）
- 「森田一義アワー 笑っていいとも!」（フジテレビ）
- 「FNNスーパーニュース」（フジテレビ）
- 「クイズ$ミリオネア」（フジテレビ）
- 「世界とんでもヒストリー」（テレビ朝日）
- 「看護婦日記 パートI」（1983年12月6日、TBS）- 篠川　役
- 「火曜サスペンス劇場」「冷たいのがお好き」（1987年4月14日、日本テレビ） - 教授 役
- 「天皇の料理番」（1993年2月8日、TBS）
- 「ロンロバ!」・クイズダービー復活SP!（2004年5月、TBS）
- 「パネルクイズ アタック25」（2005年9月4日、朝日放送）
- 「福祉ネットワーク」『ＡＬＳ、フランス文学　そして妻　－篠沢秀夫さんの日々－』（2010年9月2日、NHK教育テレビ）

## CM
- ネッスル日本（現・ネスレ日本） ブライト
- ニッカウヰスキー 黒角ニッカ
- 味の素
- 山勝真珠
- カシオ計算機 ゲーム電卓 MG-880
- ロート製薬　新パンシロン （1984年、大橋巨泉・はらたいらと共演）
- 江崎グリコ　アイスシリーズ （1984年、榊原郁恵・家族と共演）
- コンビ
- カネボウフーズ(現・クラシエフーズ)ニコダス （2002年）
- 宝酒造
- 松下電工(現・パナソニック)ナイスバスルーム
- ダイキン工業